# Station Landévant
Station Landévant is een spoorweghalte in de Franse gemeente Landévant. Zij wordt bediend door treinen van het netwerk TER Bretagne op het traject Quimper - Lorient - Vannes.